# Willi Gabalier

Willi Gabalier (2013)

Wilhelm „Willi“ Gabalier (* 22. September 1981 in Friesach) ist ein österreichischer Tänzer, Sänger und Moderator.

## Leben
Willi Gabalier ist das älteste der vier Kinder von Wilhelm und Huberta Gabalier; der Familienname stammt aus dem Französischen. Sein Bruder Andreas Gabalier ist Sänger aus dem Genre volkstümlicher Musik. Im Jahr 2006 tötete sich Gabaliers Vater selbst, im Jahr 2008 seine jüngere Schwester. Gabalier hat einen Abschluss als Mag. phil. in Kunstgeschichte und studierte zudem Geographie und Theologie.
2015 heiratete er seine Tanzpartnerin Christiana Leuthner, mit der er in einem selbst renovierten alten Bauernhof in der Steiermark wohnt. Im Januar 2025 wurden sie Eltern eines Sohnes.

## Werdegang  als Tänzer
Gabalier tanzte anfangs mit Babsi Koitz. Sie erreichten 2007 den sechsten Platz bei den österreichischen Meisterschaften im Lateintanz in der Startklasse S sowie den zweiten Platz bei der Meisterschaft über zehn Tänze. 2009 wechselten sie zu den Professionals und wurden österreichische Profimeister. Seit 2010 tanzt Gabalier mit Christiana Leuthner, mit ihr erreichte er 2011 den fünften Platz bei der WDC Austrian Professional Championship in Bad Ischl. 2013 kaufte er sich in eine Tanzschule in Graz ein, die er mit seiner Tanzpartnerin betrieb. 

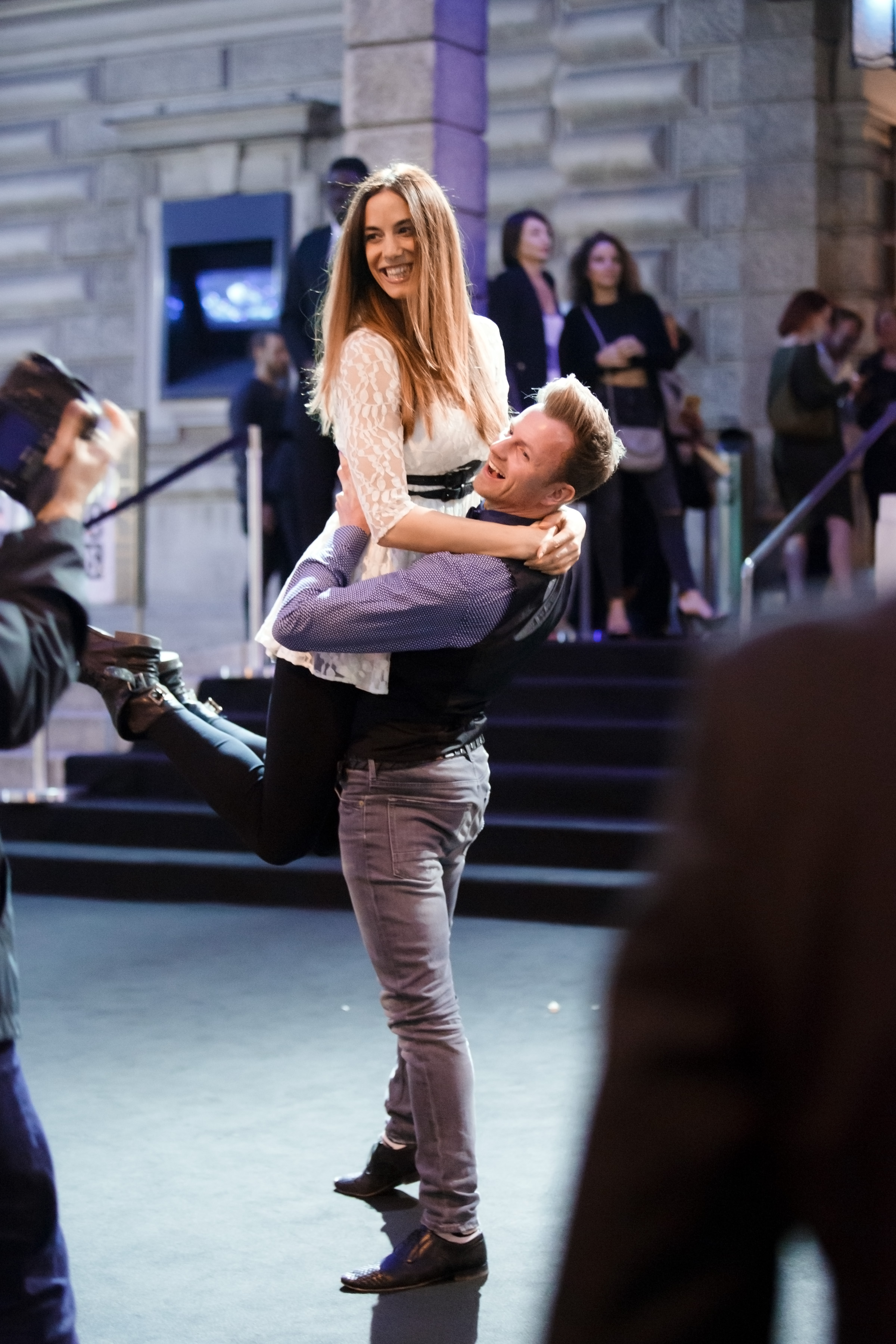
Willi Gabalier mit Nina Hartmann (2016)

Gabalier nahm fünfmal als Profitänzer an Dancing Stars im ORF teil. 2012 erreichte er mit Brigitte Kren den vierten, 2013 mit Marjan Shaki den zweiten, 2016 mit der Sängerin Jazz Gitti den fünften und 2017 an der Seite von Nicole Hosp den vierten Platz. 2014 führte er bei Let’s Dance (RTL) Tanja Szewczenko auf Platz zwei. 2020 trat er in der ersten Folge der dreizehnten Staffel von Dancing Stars mit Michaela Kirchgasser an. Da der Sender ServusTV Gabalier für die Moderation seiner Formate Bares für Rares Österreich und Heimatsterne engagiert hatte, konnte er sein Engagement nicht mehr fortsetzen.
| Tanzshow, Staffel (Jahr) | Partnerin            | Platzierung              |
| ------------------------ | -------------------- | ------------------------ |
| Dancing Stars, 7 (2012)  | Brigitte Kren        | 4.                       |
| Dancing Stars, 8 (2013)  | Marjan Shaki         | 2.                       |
| Let’s Dance, 7 (2014)    | Tanja Szewczenko     | 2.                       |
| Dancing Stars, 10 (2016) | Jazz Gitti           | 5.                       |
| Dancing Stars, 11 (2017) | Nicole Hosp          | 4.                       |
| Dancing Stars, 13 (2020) | Michaela Kirchgasser | – (Teilnahme in Folge 1) |

Mit Melissa Naschenweng stand Gabalier für die Musikvideos zu ihren Liedern Net mit mir (2017) und Gott is a Dirndl (2018) vor der Kamera. Er nahm auch als Solosänger einige Lieder auf, unter anderem die Jodler Aufstehen und Tog & Nocht. Auch sang er den Titelsong vom Format Heimatsterne auf ServusTV.
Gabalier tanzte 2019 als Mitternachtseinlage auf dem von der FPÖ veranstalteten umstrittenen Akademikerball.
Gabalier wurde 2023 zum Präsidenten des Steirischen Volksbildungswerkes gewählt.